# کتابخانه، موزه و مرکز اسناد مجلس شورای اسلامی

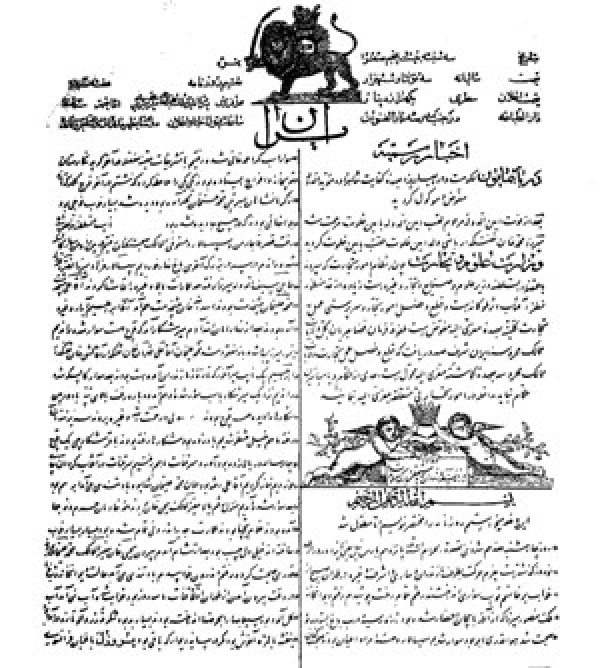
نمونه‌ای از اسناد نگهداری شده در مرکز اسناد مجلس
نخستین سفرنامه ناصرالدین‌شاه به مازندران

کتابخانه، موزه و مرکز اسناد مجلس شورای اسلامی یا کتابخانهٔ مجلس طی نزدیک به یک قرن، یکی از کتابخانه‌های مهم و مطرح ایران بوده و اهمیت آن به دلیل گنجینه‌های ارزشمندی است که در بخش‌های خطی، موزه، اسناد و منابع چاپی دارد.
تلاش کتابداران این کتابخانه به‌ویژه در فهرست‌نویسی کتاب‌های خطی، سنگی و چاپی به‌خوبی پیش رفت و تقریباً نزدیک به صددرصد رسید. در بخش نشریات نیز فهرست جامعی از موجودی انتشار یافت. همین‌طور در بخش اسناد، بیش از نود درصد اسناد موجود فهرست شده و اطلاعات در اختیار کاربران قرار گرفت. در این کتابخانه صدها هزار کتاب چاپی از کهنه و نو، فارسی، عربی و لاتین به کتابخانه وجود دارد.
یکی از بهترین کارها، دیجیتال‌سازی کامل کتاب‌های خطی و چاپ سنگی و قرار دادن آن‌ها از طریق وب در اختیار کاربران بود که به اعتراف همگان کتابخانهٔ مجلس در این زمینه پیشگام بوده و هست.

## دربارهٔ کتابخانهٔ مجلس
کتابخانهٔ مجلس شورای اسلامی که در حال حاضر بیش از ۵۷۰ هزار کتاب چاپی، ۲۸ هزار کتاب خطی، بیش از پنج هزار عنوان نشریهٔ ادواری و میلیون‌ها برگ سند در آن نگهداری می‌شود، نهادی با سابقهٔ بیش از یک صد سال است که بخش مهمی از میراث ماندگار تمدن کهنسال و بزرگ ایران را بر دوش می‌کشد و بر اساس رسالت تاریخی که بر عهده‌اش نهاده شده، یعنی پشتیبانی اطلاعاتی از فرایند قانونگذاری و حمایت از پژوهش در حوزهٔ علوم انسانی، همواره چشم به‌راه پویندگانی از قافلهٔ علم و آگاهی بوده است.
این بنای آگاهی به اراده دوستدارانی از خبرگان فرهنگ و ادب در جمع مجلسیان منتخب مردم در اوائل تأسیس حکومت مشروطه، هم‌زمان با استقرار مجلس و اراده حاکمیت قانون در ایران شکل گرفت و اینگونه، اولین کتابخانهٔ پارلمانی آسیا با اندکی مسامحه عمری به قدمت تاریخ تأسیس مجلس قانونگذاری (۱۲۸۵ ش) در این سرزمین دارد.

### باغ بهارستان
از آنجا که باغ بهارستان از مکان‌های قدیمی و تاریخی تهران است و عمارت‌های مهمی چون مسجد و مدرسهٔ سپهسالار، مجلس شورای ملی، عمارت عزیزیه، کتابخانهٔ مجلس و ساختمان جدید مجلس شورای اسلامی در این باغ قرار دارد جا دارد که به‌طور مختصر توضیحاتی در خصوص این باغ داده شود.
در دههٔ ۱۲۸۰ هجری قمری (۱۸۶۰ میلادی) باروی قدیم تهران معروف به باروی شاه تهماسبی تخریب و ساخت استحکامات و دروازه‌ها و برج و باروی جدید آغاز شد. به این باروی جدید، باروی ناصری می‌گفتند و تهران نیز به دارالخلافهٔ ناصری مشهور شد و زمین و باغ بهارستان در حاشیهٔ شمال شرقی شهر قرار گرفت. این بارو در زمان رضاشاه به علت افزایش جمعیت و گسترش شهر تخریب شد و بهارستان کاملاً در محدودهٔ شهر قرار گرفت.
زمینی که مشهور به سپهسالار و بهارستان است در اوائل دورهٔ قاجاریه نام مشخصی نداشت و بخش غربی این محدوده معمولاً در دورهٔ فتحعلی شاه، «جلوخان باغ نگارستان» (میدان بهارستان فعلی) خوانده می‌شد.
در سال ۱۲۸۵ قمری یعنی ۳۸ سال قبل از انقلاب مشروطیت، میرزا حسین خان سپهسالار قزوینی -صدراعظم معروف ناصرالدین شاه- بخشی از زمین‌ها و باغ محمدحسن خان سردار ایروانی معروف به باغ سردار را که متعلق به ورثهٔ پاشاخان امین‌الملک بود، خرید و از آن پس به نام او، «باغ سپهسالار» خوانده شد. در خصوص وجه تسمیه این باغ به بهارستان، دو نظر وجود دارد. اول اینکه که سپهسالار اولادی نداشت و ناصرالدین شاه برای فراموش شدن نام و یاد سپهسالار، نام این باغ و عمارت را بهارستان گذاشت. نظر دوم این است که باغ و عمارت مذکور از همان زمان که به‌دست سپهسالار ساخته شد، هم‌وزن نگارستان به نام بهارستان خوانده شده است.
مجموعهٔ بهارستان شامل مسجد، مدرسه، آب‌انبار، قنات، باغ و خانه است و علاوه بر اینکه با مجموعه‌های سنتی برابری می‌کند در برخی موارد شاهکار هنری و بی‌نظیر به‌شمار می‌آید.

### کاخ بهارستان (ساختمان مشروطه)
میرزا حسین‌خان سپهسالار قزوینی در سال ۱۲۸۹ قمری تصمیم به ساخت عمارت‌های بزرگ از جمله کاخ بهارستان در اراضی بهارستان گرفت. وی به فکر تغییر سیمای شهر تهران بود. مهم‌ترین این ساختمان‌ها، عمارت بهارستان یا کاخ بهارستان محل زندگی سپهسالار بود. این ساختمان را امروزه به عنوان ساختمان مشروطه یا مجلس شورای ملی می‌شناسیم. بخشی از این ساختمان به موزهٔ مجلس شورای اسلامی و بخشی دیگر به امور تشریفاتی و بخشی دیگر برای برگزاری همایش‌های مختلف اختصاص دارد.
مجموعهٔ زمین‌هایی که در نهایت سپهسالار برای ساخت مجموعهٔ عمارت مورد نظر خویش در نظر گرفته بود وسعتی در حدود ۵۳ هزار متر مربع یعنی پیش از ۵ هکتار را شامل می‌شد. سپهسالار برای طراحی و ساخت این عمارت و دیگر عمارت‌های باغ بهارستان از مهم‌ترین مهندسان و معماران آن زمان به‌ویژه میرزا مهدی‌خان ممتحن‌الدوله شقاقی بهره جست. به احتمال خیلی زیاد در سال ۱۲۹۵ قمری ساخت کاخ بهارستان به اتمام رسید.
عمارت اعیانی سپهسالار در جهت شرقی ـ غربی، در امتداد سردر، طرح تکامل یافتهٔ کاخ‌سازی قاجاری را با آمیختگی پنهان هُنری مغرب‌زمین یادآور می‌شد. به گونه‌ای که شیوهٔ هنری مغرب زمین تحت تأثیر سلیقهٔ معماران ایرانی در این بنا، با طرح ایرانی درآمیخت و حتی مغلوب آن شد.
این عمارت ۳ بار دچار خشم آذر شد و در آتش سوخت و یک بار هم بمباران شد:
- ۲۳ آذر ۱۲۶۱(آتش‌سوزی)
- ۲ تیر ۱۲۸۷(بمباران)
- ۱۸ آذر ۱۳۱۰(آتش‌سوزی)
- ۱۵ آذر ۱۳۷۳(آتش‌سوزی)

پس از درگذشت سپهسالار، ناصرالدین شاه آن را بی‌هیچ گونه تشریفات قانونی و شرعی، تصرف و آن باغ و عمارت (ساختمان مشروطهٔ کنونی) را ملکِ خالصهٔ (دولتی) خود کرد و در بخشی از عمارت نیز تا سال ۱۳۰۹ ق. قمرالسلطنه همسر سپهسالار (دختر فتحعلی شاه و عمهٔ ناصرالدین شاه) در خانه و باغ بهارستان زندگی و در آنجا مراسم تعزیه‌خوانی زنانه برگزار می‌کرد. از این زمان بود که این باغ و عمارت جنبهٔ دولتی پیدا کرد و در آنجا مراسم دولتی و مراسم پذیرایی از مهمانان داخلی و خارجی برگزار می‌شد.
از زمان پیروزی انقلاب مشروطه، کاخ بهارستان برای مجلس در نظر گرفته شد. طی حکم میرزا نصرالله‌خان مشیرالدوله ـ صدراعظم ـ به محقق السلطنه (محقق الدوله) ـ رئیس بیوتات دولتی ـ مورخ ۲۵ جمادی‌الثانی ۱۳۲۴(۲۳ مرداد ۱۲۸۵)، مقرر می‌گردد که عمارت بزرگ باغ بهارستان (ساختمان مشروطه) در روز جمعه برای مجلس مهیا باشد. اما به علت دوری از مرکز شهر و عدم دسترسی عموم مردم به آن و بدون رضایت و اجازهٔ ورثهٔ سپهسالار نمی‌توان مجلس را در عمارت بهارستان تشکیل داد.
به‌خاطر همین موقتاً در مدرسهٔ نظامیه (اتاق نظام) برای برقراری جلسات مجلس انتخاب شد. در طی دوره‌ای که نظامنامهٔ انتخاباتی در حال تدوین بود و انتخابات بر اساس آن انجام می‌گرفت، صحبت‌ها و نامه‌نگاری‌ها برای تعیین عمارت بهارستان به عنوان ساختمان آیندهٔ مجلس شورای ملی نیز ادامه داشت.
در ۲۷ شعبان ۱۳۲۴(۲۲ مهر ۱۲۸۵) نامه‌هایی از مجلس به مشیرالدوله ارسال شد که اعضای مجلس اظهار کرده بودند که عمارت مدرسهٔ نظام برای برگزاری مجلس مناسب نیست و «کلاً بالاتفاق عمارت بهارستان را که به هیچ وجه امروزه محل حاجت دولت نیست، از برای مجلس شورای ملی می‌خواهند…»
با توجه به مخالفت‌های پیشین رهبران انقلاب، اکنون به تحقیق مسلم شده بود که ساختمان دیگری نمی‌توان در نقش بهارستان را برای مجلس ایفا کند. از این رو صدر اعظم پس از تبادل نظر با شاه در ۲۹ شعبان ۱۳۲۴(۲۴ مهر ۱۲۸۵) به نمایندگان اعلام کرد که فعلاً عمارت بهارستان برای جلسات مجلس شورای ملی در نظر گرفته شود. در همان روز بنا به دستور مظفرالدین شاه، مشیرالدوله نیز اجازه داد که مجلس در بهارستان برگزار شود و مسئلهٔ خرید ملک برای مجلس و وقف شرعی آن به آینده موکول شد.

### ساختمان ملیجک (عزیز السلطان)
عزیزیه عمارتی است در دو طبقه با ایوانی زیبا رو به جنوب و پیرایه‌هایی آمیخته به سبک‌های سنتی و نوین معماری که پیشینهٔ معماری و تاریخی آن در پیوند با مجلس رقم خورده است. به رغم آگاهی‌های بسیاری که در اسناد و منابع تاریخی دربارهٔ ساختمان عزیزیه بازتاب یافته است، اما تاریخ دقیق این بنا به درستی روشن نیست. اما این را می‌دانیم که در سال ۱۳۰۹ ق، ناصرالدین شاه این ساختمان را که خانهٔ قمر السلطنه بود به غلام‌علی‌خان عزیز السلطان بخشید و در سال ۱۳۱۱ ق، مراسم ازدواج او با اخترالدوله-دختر ناصرالدین شاه- برگزار شد.
از سال ۱۳۲۴ ق؛ که کاخ بهارستان در اختیار مجلس شورای ملی قرار گرفت، صحبت‌هایی پیش آمد مبنی بر این که دیگر بناها و زمین‌های بهارستان نیز به مجلس واگذار شود. گویا در فاصلهٔ سال‌های ۱۳۳۴ تا ۱۳۳۹ هجری قمری که مصادف با سومین دورهٔ فترت قانونگذاری و در جریان جنگ جهانی اول بود که ملیجک، عزیزیه را تخلیه کرد و آنجا برای مدتی در اختیار فردی مشهور به دکتر میرزا اسدالله‌خان کردستانی بود. وی وکیل دورهٔ دوم مجلس از کردستان بود که پس از مدتی وزیر پست و تلگراف شد. در دورهٔ چهارم قانونگذاری، با تلاش ارباب کیخسرو شاهرخ (رئیس ادارهٔ مباشرت مجلس) آن زمین‌ها و خانهٔ عزیز السلطان به مبلغ ۲۰ هزار تومان خریداری شد.

### ساختمان در حال احداث کتابخانهٔ مجلس
ساخت کتابخانهٔ جدید و بزرگی برای قوهٔ قانونگذاری کشور مشمول طرح بزرگتر و جامعتری به‌نام «طرح بهارستان» است. این طرح در زمینه‌های اداری، رفاهی، فرهنگی و مسکونی و کار مطالعاتی و اجرایی آن برعهدهٔ گروهی از مهندسین و مشاوران سازمان عمرانی مناطق شهرداری تهران است. لاریجانی- رئیس مجلس شورای اسلامی- مستقیماً روند اجرای پروژه را پیگیری می‌نماید و ریاست دفتر وی و معاون اجرائی رئیس مجلس شورای اسلامی- پیگیر کارها است.
ساخت کتابخانهٔ جدید در اردیبهشت ۱۳۹۰ آغاز گردید و کار خاکبرداری قسمت مربوط به کتابخانهٔ مجلس به اتمام رسیده و عملاً کار ساخت و ساز شروع شده است.
پروژهٔ کتابخانه، موزه و مرکز اسناد که در مساحتی به متراژ ۵۹۵۰۰ متر مربع در نظر گرفته شده است می‌تواند برای چند ده سال مشکل کمبود جا را حل نماید.

## تاریخچهٔ کتابخانهٔ مجلس
دربارهٔ تاریخ این کتابخانه، تاکنون چند کتاب منتشر شده است. یکی از قدیمی‌ترین آن‌ها «تاریخچه کتابخانه مجلس شورای ملی» است که در بهمن ماه ۱۳۵۵ به چاپ رسیده است. کتاب دیگری با عنوان «تاریخچه کتابخانه مجلس اولین کتابخانه رسمی کشور» در سال ۱۳۷۴ و کتابچه‌ای با عنوان «کتابخانه، موزه و مرکز اسناد مجلس شورای اسلامی در یک نگاه» در سال ۱۳۸۷ منتشر شده است. همچنین کتابچهٔ دیگری با عنوان «کتابخانه، موزه و مرکز اسناد مجلس شورای اسلامی» در اوائل بهار ۱۳۹۱ منتشر گردید.
این کتابخانه را باید زادهٔ انقلاب مشروطیت و مجلس در سال ۱۲۸۵ دانست. پس از اوجگیری جنبش مشروطه‌خواهی در ایران عطش مردم برای کسب آگاهی بیشتر شد و علی‌رغم وجود مساجد، مدارس و مطبوعات، این نیاز به‌طور کامل برآورده نشد. با پیروزی انقلاب مشروطیت و تأسیس مجلس شورای ملی در سال ۱۲۸۵ این احساس نیاز، شدت گرفت. چرا که بینش، دانش و آگاهی لازمه قانونگذاری درست بود. بدین خاطر عده‌ای از نمایندگان فعال به فکر ایجاد کتابخانه‌ای برای مجلس افتادند تا نمایندگان مردم را از جهت علمی و اطلاعاتی تغذیه کند. مجلس شورای ملی در همان سال، ۶۰ جلد کتاب خریداری نمود که می‌توان آن را نخستین گام در راه تأسیس کتابخانهٔ مجلس دانست.
با مساعی و پشتکار برخی از نمایندگان فرهیختهٔ عضو هیئت رئیسهٔ دومین دورهٔ مجلس شورای ملی در این راه قدمی اساسی و قانونی برداشته شد. به این صورت که در مادهٔ ۱۳۵ نظامنامهٔ داخلی (آیین‌نامهٔ داخلی) مجلس شورای ملی، مصوب ۲۶ ذی‌الحجهٔ ۱۳۲۷/ ۱۸ دی ۱۲۸۸، نام «کتابخانه» آورده شد. در این قانون از «کتابخانه» به عنوان یکی از دوایر «شعبه اداری» مجلس شورای ملی نام برده شده است. فردی که در تحقق این ماده بسیار فعالیت نمود «ارباب کیخسرو شاهرخ» ـ نمایندهٔ وقت زرتشتیان در مجلس شورای ملی و رئیس وقت امور اداری و کارپرداز وقت مجلس شورای ملی ـ بود. اما به علت کثرت کارهای اداری، انجام دادن وظایف نمایندگی و کمبود اعتبارات مالی تأسیس کتابخانه به تعویق افتاد.
در پایان دوره دوم مجلس، شمار کتابهای کتابخانه مجلس تنها ۵۱ جلد بود. ارباب کیخسرو در هشتم اسفند ۱۲۹۰ خورشیدی ۲۰۲ جلد کتاب از کتابخانه میرزا ابوالحسن جلوه را به مبلغ دو هزار و پانصد دینار برای کتابخانه مجلس خریداری کرد که به گفته او یک جلد آن را تا یکهزار تومان می‌خریدند اما نفروخت. سپس در هشتم امرداد ۱۲۹۱ یک هزار و نود و یک جلد کتاب به زبانهای فرانسه، فارسی، عربی، ترکی، انگلیسی، آلمانی و روسی که احتشام السلطنه برای تأسیس کتابخانه ملی اهدا کرده بود، به کتابخانه مجلس افزوده شد. پنجاه جلد نیز بعداً خریداری شد و در اول اسفند ۱۲۹۳ شمار کتابهای کتابخانه مجلس ۱۳۹۴ جلد رسیده بود. کتاب‌های خریداری شده و اهدایی در دو اتاق کوچک و تو در تو و داخل چند قفسه چوبی در قسمت شرقی حوضخانهٔ عمارت قدیم مجلس شورای ملی چیده و نگهداری می‌شد. این کتابخانهٔ کوچک همواره محل مراجعه و استفادهٔ نمایندگان بود.
در آغاز بنا بود کتابخانه در همان محل حوضخانه به صورت رسمی افتتاح شود، اما این کار به دلیل پیشآمدها و موانع مختلف و نیز فترت‌های بین دوره‌های قانونگذاری انجام نگرفت. خود حسین پیرنیا (مؤتمن الملک) ـ رئیس وقت مجلس شورای ملی ـ نیز با افتتاح کتابخانه در آن فضای کوچک مخالفت می‌ورزید. وی معتقد بود که باید نخست محل مناسبی برای کتابخانه در نظر گرفته شود.
پس از چندی مجلس در دورهٔ چهارم تقنینیه بناهای واقع در شرق کاخ بهارستان و عمارت‌های آن را خریداری نمود. یکی از این عمارت‌ها اصطبل و کالسکه‌خانه بود و آن را به کتابخانه تبدیل کردند و این زمینه‌ای شد که نهایتاً در سال ۱۳۰۲ تلاش‌ها و کوشش‌هایی که برای تأسیس کتابخانه انجام گرفته بود به نتیجه برسد و با انتقال منابع از ساختمان مجلس شورای ملی (عمارت بهارستان) به ساختمان جدید، کتابخانه از لحاظ مکانی جدا شد. در آن هنگام عبدالحمید نقیب‌زاده مشایخ به عنوان مدیر موقت و نمایندهٔ ارباب کیخسرو شاهرخ منصوب شد. کتابخانهٔ مجلس پس از نزدیک به دو سال یعنی در سال ۱۳۰۴ تحت نظر مدیری دانشمند و کاردان همچون یوسف اعتصامی آشتیانی (اعتصام‌الملک) به عنوان اوّلین کتابخانهٔ رسمی و دولتی گشایش یافت. در حال حاضر از این ساختمان به عنوان کتابخانهٔ شمارهٔ ۲ مجلس (کتابخانهٔ ایران‌شناسی و کتابخانهٔ تخصصی مطالعات زنان) استفاده می‌شود.
ساختمان اصلی کتابخانهٔ مجلس (ساختمان شمارهٔ یک) در ۱۷ بهمن ۱۳۴۱ افتتاح شد و با اوج‌گیری انقلاب اسلامی در سال ۱۳۵۷ به مدت ۶ ماه تعطیل گردید. در سال ۱۳۶۲ با تصمیم مسئولان وقت، کتابخانهٔ مجلس سنای سابق نیز با عنوان کتابخانهٔ شمارهٔ ۲ زیر نظر کتابخانهٔ مجلس شورای اسلامی قرار گرفت. در تاریخ ۲۱ شهریور ۱۳۷۵ طرح تصویب «اساسنامهٔ کتابخانه، موزه و مرکز اسناد مجلس شورای اسلامی» به تصویب مجلس شورای اسلامی و در ۲۸ شهریور همان سال به تأیید شورای نگهبان رسید. مطابق این قانون، به کمیسیون مشترک امور اداری و استخدامی و دیوان محاسبات و بودجه و امور مالی مجلس شورای اسلامی اجازه داده شد که اساسنامهٔ مذکور را بررسی و به تصویب نهایی برساند. اساسنامهٔ جدید در تاریخ ۱۳ آذر ۱۳۷۵ به تصویب مجلس شورای اسلامی رسید و در تاریخ ۵ دی ۱۳۷۵ مورد تأیید شورای نگهبان قرار گرفت. با تجدید سازمان کتابخانه و تصویب اساسنامهٔ جدید، این کتابخانه به عنوان «کتابخانه، موزه و مرکز اسناد مجلس شورای اسلامی» تغییر نام یافت و زیر نظر هیئت امنایی به ریاست عالیه رئیس مجلس شورای اسلامی به روند توسعهٔ خود شتابی مضاعف بخشید.
با انتقال مجلس شورای اسلامی به میدان بهارستان در سال ۱۳۸۳ بر اهمیت و جایگاه کتابخانه به عنوان وجههٔ فرهنگی و مردمی خانه ملـّت و پشتیبان اطلاعاتی نمایندگان مردم افزوده شد و روند تحولات شتاب بیشتری یافت.
کتابخانهٔ مجلس شورای اسلامی به عنوان یکی از مراکز علمی و فرهنگی مهم و گنجینهٔ میراث فرهنگ و تمدن ایران و اسلام از شهرت و اهمیت بالایی در داخل و خارج از کشور برخوردار است. دلیل این مدعا علاقه، توجه و مراجعه شخصیت‌های علمی، فرهنگی و سیاسی، ناشران، نویسندگان، محققان مراکز علمی، فرهنگی و دانشگاهی و همکاران دیگر کتابخانه‌ها به این مجموعه و تبادل اطلاعات، اهداء و مبادله منابع و همکاری در سطوح مختلف است.

## رؤسا
رؤسای کتابخانه از ابتدا تاکنون این افراد بودند:
| ردیف                                | رئیس کتابخانه، موزه و مرکز اسناد مجلس شورای اسلامی | رئیس کتابخانه، موزه و مرکز اسناد مجلس شورای اسلامی | دورهٔ ریاست                          | دورهٔ ریاست                          | توضیحات | منابع                               |                                     |                                     |                                     |
| ردیف                                | رئیس کتابخانه، موزه و مرکز اسناد مجلس شورای اسلامی | رئیس کتابخانه، موزه و مرکز اسناد مجلس شورای اسلامی | آغاز                                | پایان                               | توضیحات | منابع                               |                                     |                                     |                                     |
| • کشور شاهنشاهی ایران (۱۳۵۷–۱۳۰۴) • | • کشور شاهنشاهی ایران (۱۳۵۷–۱۳۰۴) •                | • کشور شاهنشاهی ایران (۱۳۵۷–۱۳۰۴) •                | • کشور شاهنشاهی ایران (۱۳۵۷–۱۳۰۴) • | • کشور شاهنشاهی ایران (۱۳۵۷–۱۳۰۴) • | • کشور شاهنشاهی ایران (۱۳۵۷–۱۳۰۴) • | • کشور شاهنشاهی ایران (۱۳۵۷–۱۳۰۴) • | • کشور شاهنشاهی ایران (۱۳۵۷–۱۳۰۴) • | • کشور شاهنشاهی ایران (۱۳۵۷–۱۳۰۴) • | • کشور شاهنشاهی ایران (۱۳۵۷–۱۳۰۴) • |
| ----------------------------------- | -------------------------------------------------- | -------------------------------------------------- | ----------------------------------- | ----------------------------------- | --- | ----------------------------------- | ----------------------------------- | ----------------------------------- | ----------------------------------- |
| ۱                                   | میرزا یوسف اعتصام‌الملک (۱۲۵۴–۱۳۱۶)                 |                                                    | ۱۳۰۵                                | ۱۳۱۶                                | شاعر، اسپرانتودان و مترجم ایرانی و پدر پروین اعتصامی است؛ در ادوار دوم و سوم مجلس شورای ملی که به ترتیب نمایندگی تبریز و تهران را برعهده داشته است. |                                     |                                     |                                     |                                     |
| ۲                                   | ابراهیم شریفی                                      |                                                    | ۱۳۱۶                                | ۱۳۳۹                                | |                                     |                                     |                                     |                                     |
| ۳                                   | تقی تفضلی (۱۲۹۶–؟)                                 |                                                    | ۱۳۳۹                                | ۱۳۴۷                                | دانش‌آموختهٔ حقوق از دانشگاه سوربن؛ در موسیقی از شاگردان ابوالحسن صبا بود و با صادق هدایت دوستی نزدیکی داشت. |                                     |                                     |                                     |                                     |
| ۴                                   | فخری راستکار                                       |                                                    | ۱۳۴۷                                | ۱۳۵۳                                | |                                     |                                     |                                     |                                     |
| ۵                                   | محمد شهدادی                                        |                                                    | ۱۳۵۳                                | ۱۳۵۴                                | |                                     |                                     |                                     |                                     |
| ۶                                   | عبدالحسین حائری (۱۳۰۶–۱۳۹۴)                        |                                                    | ۱۳۵۴                                | ۱۳۵۷                                | کتاب‌شناس، فهرست‌نگار و نسخه‌پژوه؛ حائری تحصیلاتش را به طریق سنتی نزد کسانی همچون محمدتقی خوانساری، صدرالدین صدر، محمد حجت و حسین طباطبایی بروجردی، دروس خارج گذرانده بود و در سن ۲۴ سالگی به درجه اجتهاد نائل شد. او با ۵۷ سال تلاش و فعالیت مداوم در کتابخانهٔ مجلس، یعنی از سال ۱۳۳۰ تا زمستان ۱۳۸۷، بیشترین سابقهٔ خدمت در این کتابخانه را داشته است. حائری به مدت هفده سال عضو هیئت مؤلفان لغت‌نامه دهخدا نیز بود و بر چاپ چند جلد از آن لغت‌نامه نظارت داشت. |                                     |                                     |                                     |                                     |
| • جمهوری اسلامی ایران •             |                                                    |                                                    |                                     |                                     | |                                     |                                     |                                     |                                     |
| (۶)                                 | عبدالحسین حائری (۱۳۰۶–۱۳۹۴)                        |                                                    | ۱۳۵۷                                | ۱۳۷۴                                | پس از انقلاب در سمت خود ابقا شد. |                                     |                                     |                                     |                                     |
| ۷                                   | غلامرضا فدایی عراقی                                |                                                    | ۱۳۷۴                                | ۱۳۷۷                                | |                                     |                                     |                                     |                                     |
| ۸                                   | محمدعلی احمدی ابهری                                |                                                    | ۱۳۷۷                                | ۱۳۸۶                                | |                                     |                                     |                                     |                                     |
| ۹                                   | احمد جلالی (۱۳۲۷– تاکنون)                          |                                                    | ۱۳۸۶                                | ۱۳۸۷                                | دانش‌آموختهٔ فلسفه سیاسی از دانشگاه آکسفورد؛ همچنین عضو هیئت علمی دانشگاه علامه طباطبایی و دو مرتبه سفارت و نمایندگی دائم ایران در سازمان یونسکو را در کارنامه دارد. |                                     |                                     |                                     |                                     |
| ۱۰                                  | رسول جعفریان (۱۳۴۳– تاکنون)                        |                                                    | شهریور ۱۳۸۷                         | ۲۷ آبان ۱۳۹۱                        | استاد تاریخ در دانشگاه تهران؛ برگزیده جشنواره کتاب سال جمهوری اسلامی ایران و برنده جایزه جلال آل احمد و جشنواره فارابی؛ عضو پیوسته فرهنگستان علوم ایران و مؤسس و رئیس کتابخانه تخصصی تاریخ اسلام و ایران در شهر قم است. |                                     |                                     |                                     |                                     |
| ۱۱                                  | محمد رجبی (۱۳۲۸– تاکنون)                           |                                                    | ۱۳۹۱                                | ۱۳۹۴                                | دانش‌آموختهٔ فرهنگ و زبان‌های باستانی از دانشگاه تهران؛ او سمت‌هایی نظیر معاون پژوهشی و برنامه‌ریزی وزارت آموزش و پرورش، رایزن فرهنگی جمهوری اسلامی ایران در آلمان و ریاست مؤسسه فرهنگی سازمان همکاری منطقه‌ای اکو را نیز در کارنامه دارد. |                                     |                                     |                                     |                                     |
| ۱۲                                  | محمدرضا مجیدی (۱۳۴۴– تاکنون)                       |                                                    | ۱۳۹۴                                | ۱۳۹۵                                | نمایندهٔ دائم سابق ایران در یونسکو |                                     |                                     |                                     |                                     |
| ۱۳                                  | سید علی عماد                                       |                                                    | ۱۳۹۵                                | ۱۳۹۹                                | دارای تحصیلات حوزوی؛ مدرس گروه علوم قرآن دانشگاه تربیت معلم تبریز، بعدها رئیس مرکز امور نخبگان و استعدادهای برتر حوزه‌های علمیه و عضو شورای پژوهشی پژوهشگاه فرهنگ و اندیشه اسلامی. |                                     |                                     |                                     |                                     |
| ۱۴                                  | غلامرضا قاسمیان                                    |                                                    | ۱۳۹۹                                | ۱۵ مرداد ۱۴۰۳                       | دارای تحصیلات حوزوی و دانش‌آموختهٔ دانشگاه صنعتی شریف؛ مسئول قرارگاه جهادی امام رضا (ع). |                                     |                                     |                                     |                                     |
| ۱۵                                  | مسعود معینی‌پور                                     |                                                    | ۱۶ مرداد ۱۴۰۳                       | تاکنون                              | دانش‌آموختهٔ دانشگاه معارف اسلامی در شهر قم و عضو هیئت علمی علوم سیاسی در دانشگاه باقرالعلوم؛ مدیر اسبق شبکه چهار در سازمان صداوسیمای جمهوری اسلامی ایران. |                                     |                                     |                                     |                                     |